# Tomáš Houška
Tomáš Houška (* 5. května 1964) je český pedagog, hudebník, spisovatel, scenárista a režisér.
Na začátku devadesátých let se angažoval za modernizaci české vzdělávací soustavy. V letech 1993 až 1998 byl prvním ředitelem Osmiletého gymnázia Buďánka společnosti Mensa ČR, kde prosazoval diferencovaný přístup ke studentům a jejich větší svobodu a výrazný podíl na organizaci školy i její obsahové náplni. V letech 2001 až 2002 byl ředitelem Lauderových škol (základní školy Gur arje a gymnázia Or Chadaš).
Dlouhodobě se věnuje psychologickému pozadí vzdělávání. Vede kurzy pro učitele, kurzy osobnostního rozvoje a tvoří larpy – vzdělávací i velké dramatické.
Je autorem řady publikací s pedagogickou tematikou, učebnic i knih beletristických. Věnuje se středověké hudbě. Pravidelně publikuje na blogu Lidových novin a iDnes.
Do světa filmu vstoupil jako spoluautor scénáře k filmu Gympl (2007), napsaného na motivy jeho románu Graffiti rules. Natočil lehce mystický film Labyrint a velmi volné pokračování příběhů z Graffiti rules – crazy komedii Maturita.

### Graffiti rules
V roce 2000 vydal knihu Graffiti rules o partě writerů graffiti, kterou tvoří volný sled příběhů ze života pedagogů a studentů jednoho pražského osmiletého soukromého gymnázia. Knížka vznikla na motivy skutečných příběhů mladých lidí, s nimiž se autor jako učitel poznal.
V knize mladý ředitel školy propadá deziluzi v soukromí i v zaměstnání, hádá se s manželkou, je nucen slevovat ze svých představ o fungování školy, těžce shání peníze a potýká se s byrokracií a nepochopením. Přesto prosazuje netradiční způsob výuky a neformální vztah ke studentům, k nimž je tolerantní, a zastane se i několika, kteří patří k partě sprejerů a pro něž se tvorba graffiti stává způsobem protestu a vyjádřením vlastní osobnosti.
Novela Graffiti rules se stala v roce 2007 předlohou českého filmu Gympl a téhož roku vyšla ve 2., upraveném vydání, v němž je posílena dějová linie.

### Liber vitae
Liber vitae je novela z roku 2016 která v rámci temného žánrového fantaskního příběhu zabíhá do mystických a filosofických témat.

### Poslední velikonoce (2017)
V syrovém a krutém historickém dramatu Poslední Velikonoce (v USA vyšla 2018 pod názvem Forget-Me-Not) zavádí čtenáře do západní Arménie v roce 1915 kdy začala genocida Arménů.

### Hráči (2023)
V románu Hráči se autor stylem v mnohém vrací ke Graffiti rules. Píše velmi nekonformně o světě, ve kterém se pohybuje. Hrdinové této knihy jsou zdánlivě obyčejní lidé, které jejich neobyčejný koníček – larp – zavede do neobyčejných a fantaskních situací. 

## Larp
Od roku 2015 se spolu se spolkem Cesty časem věnuje zážitkové pedagogice a dramatickému larpu. Jejich hry jsou ve shodě s názvem nejčastěji na historické náměty.

## Hudba
V osmdesátých letech hrál a zpíval v několika rockových souborech. Napsal hudbu a texty k řadě písní. Občasně skládá hudbu a texty i pro jiné rockové a popové interprety.
Později se začal věnovat staré hudbě. Nahrál několik titulů s relaxační a psychostimulační hudbou (Dotek vesmíru, 1999) a se souborem Ahma Fraujins vydal CD Buoh všemohúcí: nejstarší památky české duchovní hudby (1999), Ahma Fraujins - hudba a magie na dvoře krále Totily.
S manželkou Gabrielou pořádají kurzy středověkého, hlavně liturgického, zpívání (laick "chorálu").

### Doubting Tomas
V roce 2024 vytvořil autorskou dvojici Doubting Tomas & Secret Rachel s americkou zpěvačkou Rachel Rosen a v New yorku nahráli hudební album Shadows in my mind. Jejich styl je typický emotivním zpěvem, často hlubokými texty a mixem rockové a metalové kytary s orientálními a středověkými loutnami a violami.

## Politická angažovanost
Ve volbách do Evropského parlamentu v květnu 2019 kandidoval jako nestraník na 14. místě kandidátky hnutí Alternativa pro Českou republiku 2017 (APAČI 2017), ale zvolen nebyl.
Několik let se angažoval jako člen strany Svobodní, ke konci roku 2024 stranu kvůli nesouhlasu se změnou směřování strany  opustil.

## Filmografie

### Režie
- Dárek (2010)
- Labyrint (2012)
- Maturita (2013)

### Scénář
- Dárek (2010)
- Gympl (2007)
- Labyrint (2012)
- Maturita (2013)
- Legie
- Forget-Me-Not (2017)

### Herec
- Gympl (2007)

### Host
- Áčko – díl Jsem chytřejší než ty, moderátorka Pavlína Wolfová (jaro 1997)